# Béla Katona
Béla Katona, né le 9 février 1944 à Budapest, est un homme politique hongrois, membre du Parti socialiste hongrois (MSZP).
Ministre sans portefeuille dans le gouvernement de Gyula Horn entre 1994 et 1995, il est brièvement président de l'Assemblée nationale de 2009 à 2010.

## Carrière
Il est ingénieur en mécanique, diplômé de l'Université technique de Budapest en 1967; diplômé d'économie en 1973 et reprend des études d'économie et en relations internationales, docteur en 1984.
Ministre sans portefeuille dans le gouvernement Gyula Horn de juillet 1994 à avril 1995, il fut aussi vice-président du Parti socialiste de 1996 à 1998. Il a été président du Comité national du tourisme.